# 尼亞加拉公園委員會
尼亞加拉公園委員會（英語：Niagara Parks Commission，簡稱）是加拿大安大略省政府轄下一個公營機構，負責維護該省沿尼亞加拉河河岸的自然風貌，並營運河岸一帶的旅遊景點和配套設施。
19世紀中葉，尼亞加拉瀑布一帶的旅遊業開始興旺，但業界缺乏監控和長遠規劃，河岸一帶湧現大批發展項目，旅客欣賞瀑布自然景觀的難度大增之餘亦不時受不良商戶滋擾。時任加拿大總督德芙靈伯爵於1878年率先提議在瀑布旁設立公園；此建議於往後年間逐漸受民眾歡迎，而安大略省議會亦於1885年通過《尼亞加拉公園法令》，以保護瀑布一帶的自然風貌。省政府隨後成立尼亞加拉公園委員會，允許其徵購沿河物業並拆除有礙觀瞻的建築物。委員會遂將該片土地改建為佔地62.2公頃（154英畝）的維多利亞女王公園（Queen Victoria Park），並於1888年5月24日正式對外開放。
委員會在往後年間陸續購入更多土地，現時轄下公園系統總面積達1,325公頃（3,270英畝），並營運尼亞加拉花卉時鐘、尼亞加拉蝴蝶館、漩渦急流吊車、區内文物古跡和哥爾夫球場等旅遊景點和文康設施。此外，全長55公里沿尼亞加拉河河岸伸展的尼亞加拉園林路大部分路段亦歸尼亞加拉公園委員會管轄。委員會過去亦曾經營運一條為旅客特設的巴士路線，連接尼亞加拉園林路沿線的旅遊景點；此服務於2012年取消，取而代之是由委員會與尼亞加拉瀑布城交通局聯手創辦的WEGO巴士系統。

## 外部連結

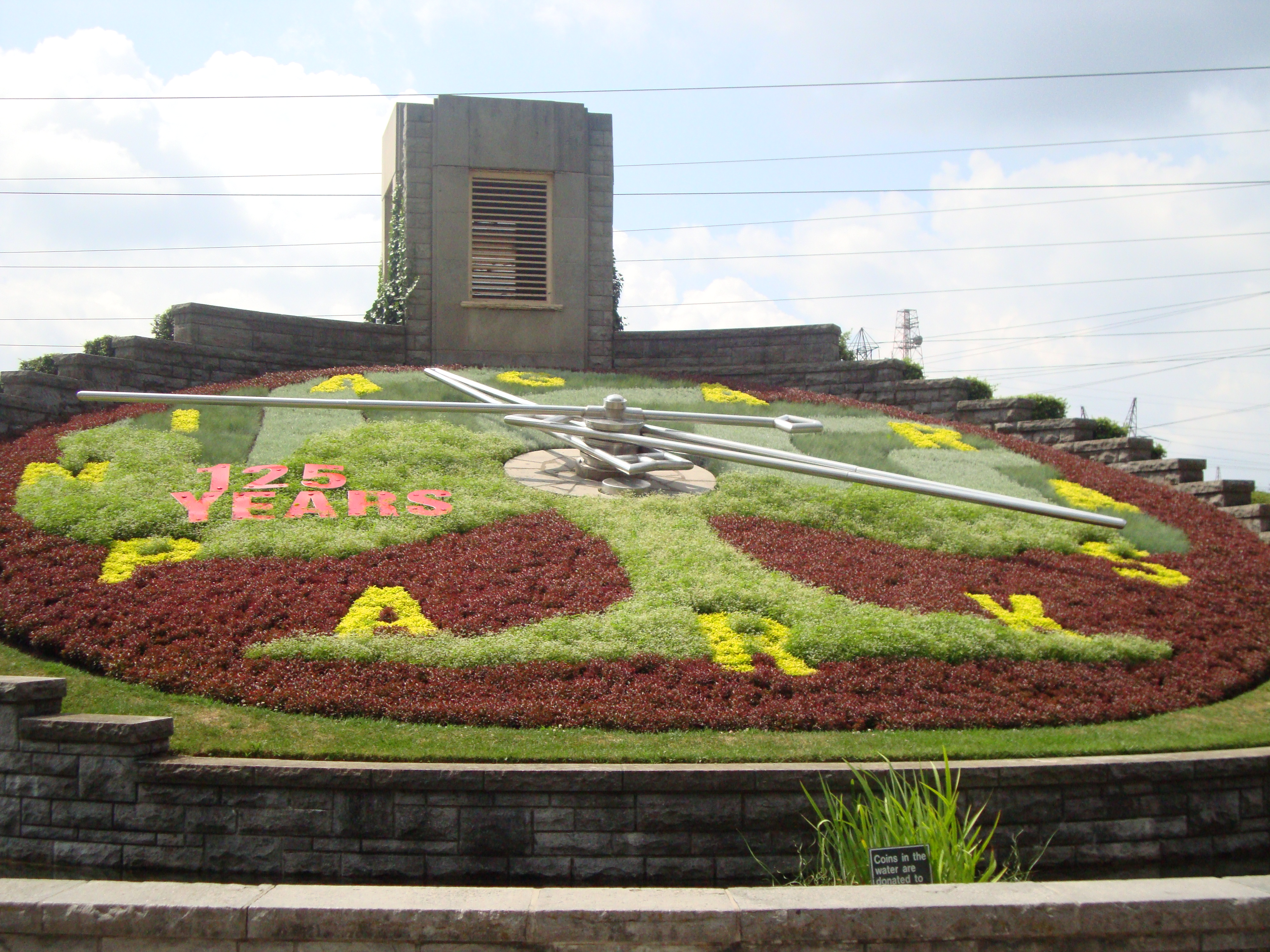
位於昆士頓的尼亞加拉花卉時鐘

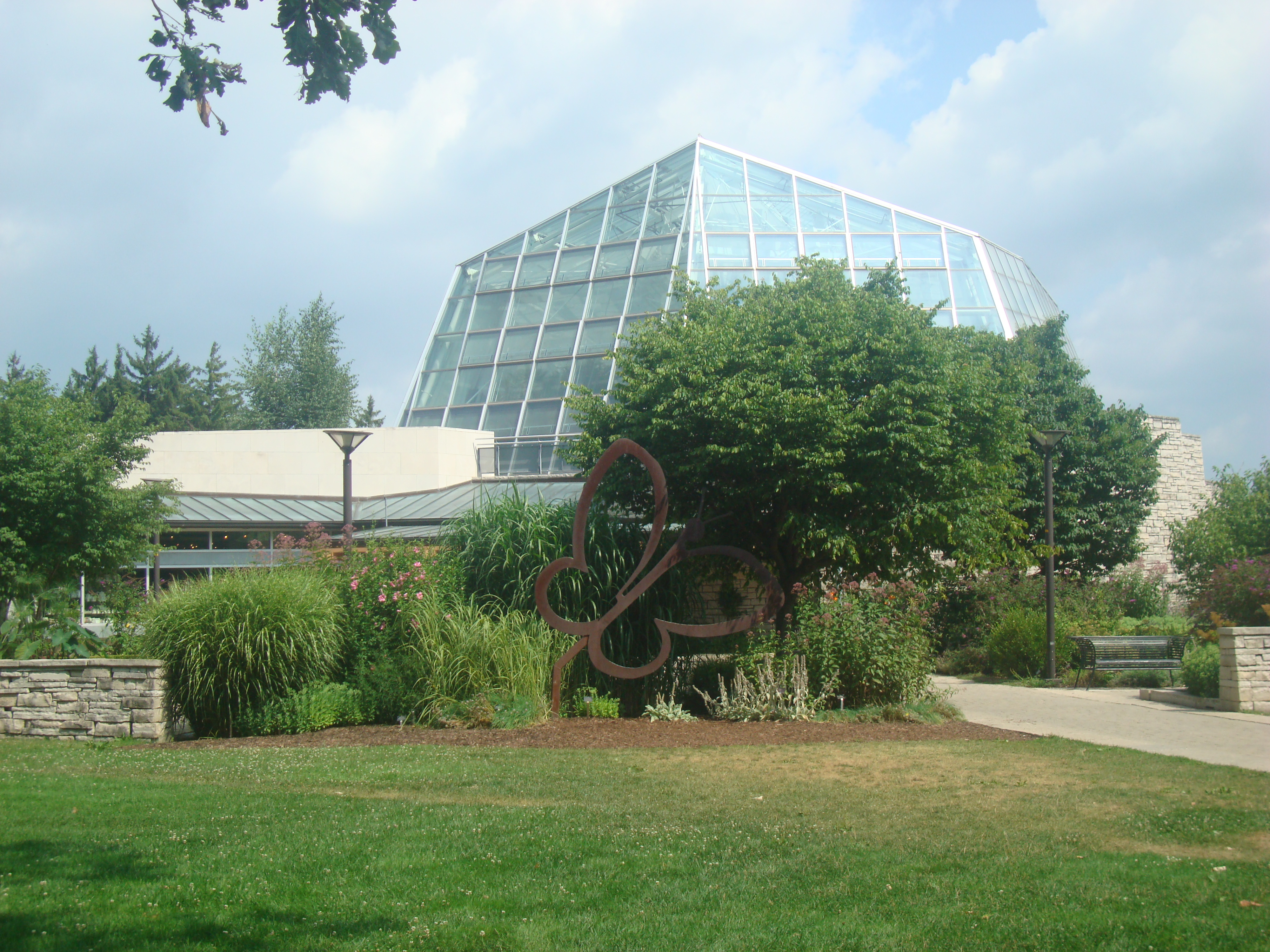
位於尼亞加拉瀑布城的尼亞加拉蝴蝶館

- （英文）Niagara Parks （页面存档备份，存于）－尼亞加拉公園委員會網站
- （英文）Niagara Parks Heritage－尼亞加拉公園委員會古跡辦事處網站
- （英文）Niagara Parks Act （页面存档备份，存于）－安大略省政府網站 《尼亞加拉公園法令》全文